# Mîrne, Tokmak
Mîrne (în ucraineană Мирне) este un sat în comuna Nove din raionul Tokmak, regiunea Zaporijjea, Ucraina.

## Demografie
Componența lingvistică a localității Mîrne
     Ucraineană (76,02%)
     Rusă (22,81%)
     Alte limbi (0,58%)
Conform recensământului din 2001, majoritatea populației localității Mîrne era vorbitoare de ucraineană (76,02%), existând în minoritate și vorbitori de rusă (22,81%).